# Tepetlixpa (kommun)
Tepetlixpa är en kommun i Mexiko.   Den ligger i delstaten Mexiko, i den sydöstra delen av landet, 50 km sydost om huvudstaden Mexico City. Antalet invånare är 16 912. Arean är 47 kvadratkilometer.
Terrängen i Tepetlixpa är kuperad åt sydväst, men åt nordost är den platt.
Följande samhällen finns i Tepetlixpa:
- Nepantla de Sor Juana Inés de la Cruz
- San Isidro
- Alotepec
- Corregidora